# بيلفوي (ويسكونسن)
بيلفوي (بالإنجليزية: Bellevue, Wisconsin)‏ هي بلدة، town of Wisconsin تقع في الولايات المتحدة في Brown County. يقدر عدد سكانها بـ 14,570 نسمة ومساحتها 37.27 كم2وترتفع عن سطح البحر 204 متر.

## التركيبة السكانية
قام مكتب تعداد الولايات المتحدة بتحديد بيانات التركيبة السكانية لبيلفوي في تعداد الولايات المتحدة. في ما يلي، التركيبة السكانية حسب تعدادي 2000 و2010.

### تعداد عام 2000
بلغ عدد سكان بيلفوي 11,828 نسمة بحسب تعداد عام 2000، وبلغ عدد الأسر 4,624 أسرة وعدد العائلات 3,111 عائلة مقيمة في القرية. في حين سجلت الكثافة السكانية 829.0 نسمة لكل ميل مربع (320.1/كم2). وبلغ عدد الوحدات السكنية 4,759 وحدة بمتوسط كثافة قدره 333.5 نسمة لكل ميل مربع (128.8/كم2).
وتوزع التركيب العرقي للقرية بنسبة 95.40% من البيض و 0.84% من الأمريكيين الأصليين و 1.35% من الأمريكيين ذوي الأصول الآسيوية و 0.02% من سكان جزر المحيط الهادئ و 0.51% من الأمريكيين الأفارقة و 0.79% من عرقين مختلطين أو أكثر.
بلغ عدد الأسر 4,624 أسرة كانت نسبة 36.7% منها لديها أطفال تحت سن الثامنة عشر تعيش معهم، وبلغت نسبة الأزواج القاطنين مع بعضهم البعض 56.2% من أصل المجموع الكلي للأسر، ونسبة 7.6% من الأسر كان لديها معيلات من الإناث دون وجود شريك، وكانت نسبة 32.7% من غير العائلات. تألفت نسبة 23.1% من أصل جميع الأسر من أفراد ونسبة 4.3% كانوا يعيش معهم شخص وحيد يبلغ من العمر 65 عاماً فما فوق. وبلغ متوسط حجم الأسرة المعيشية 3.08، أما متوسط حجم العائلات فبلغ 2.54.
بلغ العمر الوسطي للسكان 33 عاماً. وكانت نسبة 26.9% من القاطنين تحت سن الثامنة عشر، وكانت نسبة 9.6% بين الثامنة عشر والأربعة وعشرون عاماً، ونسبة 36.1% كانت واقعةً في الفئة العمرية ما بين الخامسة والعشرون حتى والأربعة وأربعون عاماً، ونسبة 20.2% كانت ما بين الخامسة والأربعون حتى الرابعة والستون، ونسبة 7.2% كانت ضمن فئة الخامسة والستون عاماً فما فوق. يوجد لكل 100 أنثى 98.1 ذكر، ويوجد لكل 100 أنثى في الثامنة عشر من عمرها فما فوق 97.1 ذكر.
بلغ متوسط دخل الأسرة في القرية 53,672 دولار، أما متوسط دخل العائلة فبلغ 62,299 دولار. وكان متوسط دخل الذكور 40,194 دولار مقابل 26,189 دولار للإناث. وسجل دخل الفرد الخاص بالقرية 24,283 دولار. وكانت نسبة 3.3% من العائلات ونسبة 4.2% من السكان تحت خط الفقر، وكان من هؤلاء نسبة 4.3% تحت سن الثامنة عشر ونسبة 9.6% في الخامسة والستين من العمر وما فوق.

### تعداد عام 2010
بلغ عدد سكان بيلفوي 14,570 نسمة بحسب تعداد عام 2010، وبلغ عدد الأسر 5,876 أسرة وعدد العائلات 3,883 عائلة مقيمة في القرية. في حين سجلت الكثافة السكانية 1,016.0 نسمة لكل ميل مربع (392.3/كم2). وبلغ عدد الوحدات السكنية 6,314 وحدة بمتوسط كثافة قدره 440.3 لكل ميل مربع (170.0/كم2).
وتوزع التركيب العرقي للقرية بنسبة 87.5% من البيض و 0.9% من الأمريكيين الأصليين و 3.9% من الأمريكيين ذوي الأصول الآسيوية و 1.0% من الأمريكيين الأفارقة و 1.9% من عرقين مختلطين أو أكثر.
بلغ عدد الأسر 5,876 أسرة كانت نسبة 33.7% منها لديها أطفال تحت سن الثامنة عشر تعيش معهم، وبلغت نسبة الأزواج القاطنين مع بعضهم البعض 53.5% من أصل المجموع الكلي للأسر، ونسبة 9.0% من الأسر كان لديها معيلات من الإناث دون وجود شريك، بينما كانت نسبة 3.7% من الأسر لديها معيلون من الذكور دون وجود شريكة وكانت نسبة 33.9% من غير العائلات. تألفت نسبة 26.5% من أصل جميع الأسر من أفراد ونسبة 9.4% كانوا يعيش معهم شخص وحيد يبلغ من العمر 65 عاماً فما فوق. وبلغ متوسط حجم الأسرة المعيشية 3.04، أما متوسط حجم العائلات فبلغ 2.48.
بلغ العمر الوسطي للسكان 36.3 عاماً. وكانت نسبة 25.8% من القاطنين تحت سن الثامنة عشر، وكانت نسبة 8.3% بين الثامنة عشر والأربعة وعشرون عاماً، ونسبة 27.5% كانت واقعةً في الفئة العمرية ما بين الخامسة والعشرون حتى والأربعة وأربعون عاماً، ونسبة 27.4% كانت ما بين الخامسة والأربعون حتى الرابعة والستون، ونسبة 10.9% كانت ضمن فئة الخامسة والستون عاماً فما فوق. وتوزع التركيب الجنسي للسكان بنسبة 48.7% ذكور و51.3% إناث.